# مراد بونوه
مراد بونوه (انگلیسی: Mourad Bounoua؛ زادهٔ ۳۰ ژوئیهٔ ۱۹۷۲) بازیکن فوتبال اهل مراکش بود.
از باشگاه‌هایی که در آن بازی کرده‌است می‌توان به باشگاه فوتبال آینتراخت فرانکفورت، باشگاه فوتبال بازل، باشگاه فوتبال هانوفر ۹۶، و باشگاه فوتبال سن پائولی اشاره کرد.
وی همچنین در تیم ملی فوتبال مراکش بازی کرده‌است.